# Giuseppe Biava
Giuseppe Biava (Seriate, 8 maggio 1977) è un allenatore di calcio, dirigente sportivo ed ex calciatore italiano, di ruolo difensore, vice allenatore dell'Atalanta U23.

## Carriera

### Giocatore

#### I primi anni
Cresciuto nelle giovanili del Leffe, ed esordiente nel calcio professionistico con la maglia dell'Albinese, contribuì all'epopea dell'AlbinoLeffe, fino alla storica promozione in Serie B del sodalizio seriano.

#### Palermo
A metà del campionato successivo alla promozione dell'AlbinoLeffe, viene acquistato dal Palermo, e precisamente alla fine del calciomercato invernale, il 31 gennaio 2004. Qui gioca il finale di stagione al centro della difesa in coppia con Pietro Accardi, contribuendo attivamente alla promozione in Serie A, che a Palermo mancava da 31 anni.
Nel torneo successivo di Serie A è titolare dell'undici di Francesco Guidolin, che al termine del campionato si qualifica, per la prima volta nella storia del Palermo, ad una competizione europea, la Coppa UEFA, dopo il sesto posto in campionato. In quell'anno arriva per Biava l'esordio in Serie A alla prima giornata il 12 settembre 2004 contro il Siena.
Non si conferma nella stagione successiva durante la quale il sodalizio rosanero è guidato da Luigi Delneri (17 le sue presenze in campionato). Riesce comunque a segnare il suo primo gol in Serie A l'11 dicembre 2005 contro la Roma con la rete che sblocca la partita per la vittoria finale per 2-1 dei rosanero.
Ritorna titolare all'inizio della stagione 2006-2007, segnando un gol di tacco al volo nella prima giornata di campionato contro la Reggina (che la redazione di Sport Mediaset ha ritenuto essere il gol più bello di quel campionato) e per una prestazione perfetta nella partita di San Siro contro il Milan, terminato 2-0 a favore del Palermo. Nella stagione 2007-2008 arriva a quota 24 presenze in campionato e 123 col Palermo. Dopo la partenza di Franco Brienza è diventato il veterano della squadra, e a fine stagione viene ceduto al Genoa.

#### Genoa
Approdato al Genoa nell'ambito della trattativa che ha riportato in rosanero Cesare Bovo, viene inizialmente acquisito come contropartita tecnica da girare ad altra società, ma durante il ritiro estivo convince il tecnico dei rossoblu Gasperini e viene schierato titolare per il resto della stagione, al fianco di Matteo Ferrari. Le sue prestazioni positive vengono coronate da due gol segnati nelle gare casalinghe contro Siena e Torino, entrambe vinte dal Grifone. Al termine della stagione il Genoa conquista il quarto posto (a pari merito con la Fiorentina che però era in vantaggio negli scontri diretti) schierando Biava nella quinta difesa meno perforata del campionato.
Titolare anche nella prima parte della stagione 2009-2010, nel mercato di riparazione viene ceduto alla Lazio.

#### Lazio
Il 1º febbraio 2010 firma un contratto biennale con la Lazio. Chiude la prima stagione alla Lazio con 13 partite in campionato ed una in Coppa Italia.
Nella stagione 2010-2011 diventa titolare fisso della squadra. Segna il primo gol con la maglia biancoceleste il 3 dicembre 2010 nella gara vinta per 3-1 contro l'Inter, dopo una carambola davanti alla porta. Alla fine del campionato le reti saranno tre in 35 incontri; il computo statistico è chiuso da una presenza in Coppa Italia.
Il 23 marzo 2012 rinnova il contratto fino al 30 giugno 2013, chiudendo la stagione con 31 presenze complessive, 26 in campionato (con una rete nel 3-0 sul Novara) e 5 in Europa League.
Nella stagione 2012-2013 gioca 31 incontri in campionato, 8 in Europa League e 4 in Coppa Italia, scendendo in campo anche il 26 maggio 2013, in occasione della finale vinta per 1-0 contro la Roma. Tre giorni dopo rinnova il contratto con la Lazio fino al 30 giugno 2014.
Il 18 agosto 2013 perde la Supercoppa italiana 2013 contro la Juventus per 0-4. Il 26 maggio 2014, dopo quattro anni e mezzo passati con la maglia biancoceleste con cui ha totalizzato 148 presenze totali, annuncia l'addio alla squadra data la scadenza del contratto.

#### Atalanta
Il 17 luglio 2014 firma un contratto con l'Atalanta. Esordisce il 23 agosto 2014, in occasione della vittoria casalinga per 2-0 contro il Pisa nel terzo turno di Coppa Italia. Il successivo 31 agosto gioca invece la sua prima partita di campionato con i bergamaschi, contro l'Hellas Verona.

### Dirigente sportivo
Nel 2016, è nominato responsabile dell'area tecnica del Cenate Sotto, squadra del suo paese natale, che milita in Seconda Categoria.

### Allenatore
Nell'estate 2016, Biava inizia la propria carriera da allenatore, firmando un contratto con la società bergamasca del Pontisola e andando a sostituire Domenico Anania sulla panchina della squadra Juniores nazionale.
Tuttavia, già all'inizio della stagione 2017-2018, l'ex-difensore fa ritorno all'AlbinoLeffe dopo diciassette anni, chiamato a guidare la formazione Berretti della squadra blu-celeste. Qui, Biava trascorre cinque annate consecutive, compresa la stagione 2021-2022, in cui l'Under-19 dell'Albinoleffe partecipa al Campionato Primavera 3 e si aggiudica sia la promozione in Primavera 2 (avendo vinto il proprio girone di campionato), sia il Trofeo Berretti, titolo di categoria.
Il 23 giugno del 2022, viene ufficializzato l'approdo di Biava sulla panchina della prima squadra dell'AlbinoLeffe, in sostituzione di Michele Marcolini: l'ex-difensore ottiene così il suo primo ruolo ufficiale nel calcio professionistico. Viene sollevato dall'incarico il 21 febbraio 2023 con la squadra al quattordicesimo posto in classifica. Nell'estate seguente diventa il vice di Francesco Modesto all'Atalanta Under 23.

## Statistiche

### Presenze e reti nei club
| Stagione           | Squadra            | Campionato         | Campionato | Campionato | Coppa Italia | Coppa Italia | Coppa Italia | Coppe europee | Coppe europee | Coppe europee | Altre coppe | Altre coppe | Altre coppe | Totale | Totale |
| Stagione           | Squadra            | Comp               | Pres       | Reti       | Comp         | Pres         | Reti         | Comp          | Pres          | Reti          | Comp        | Pres        | Reti        | Pres   | Reti   |
| ------------------ | ------------------ | ------------------ | ---------- | ---------- | ------------ | ------------ | ------------ | ------------- | ------------- | ------------- | ----------- | ----------- | ----------- | ------ | ------ |
| 1995-1996          | Albinese           | D                  | 25         | 0          | -            | -            | -            | -             | -             | -             | -           | -           | -           | 25     | 0      |
| 1996-1997          | Albinese           | D                  | 16         | 0          | CI-Dil.      | 2            | 0            | -             | -             | -             | -           | -           | -           | 18     | 0      |
| 1997-1998          | Albinese           | C2                 | 28         | 0          | -            | -            | -            | -             | -             | -             | -           | -           | -           | 28     | 0      |
| Totale Albinese    | Totale Albinese    | Totale Albinese    | 69         | 0          |              | -            | -            |               | -             | -             |             | -           | -           | 69     | 0      |
| 1998-1999          | AlbinoLeffe        | C2                 | 28         | 0          | -            | -            | -            | -             | -             | -             | -           | -           | -           | 28     | 0      |
| 1999-2000          | AlbinoLeffe        | C1                 | 24         | 0          | -            | -            | -            | -             | -             | -             | -           | -           | -           | 24     | 0      |
| 2000-2001          | Biellese           | C2                 | 23         | 0          | -            | -            | -            | -             | -             | -             | -           | -           | -           | 23     | 0      |
| 2001-2002          | AlbinoLeffe        | C1                 | 27         | 1          | CI-C         | 4            | 0            | -             | -             | -             | -           | -           | -           | 31     | 1      |
| 2002-2003          | AlbinoLeffe        | C1                 | 30         | 3          | CI+CI-C      | 3+0          | 0            | -             | -             | -             | -           | -           | -           | 33     | 3      |
| 2003-gen. 2004     | AlbinoLeffe        | B                  | 22         | 2          | CI           | 1            | 0            | -             | -             | -             | -           | -           | -           | 23     | 2      |
| Totale AlbinoLeffe | Totale AlbinoLeffe | Totale AlbinoLeffe | 131        | 6          |              | 8            | 0            |               | -             | -             |             | -           | -           | 139    | 6      |
| gen.-giu. 2004     | Palermo            | B                  | 19         | 3          | CI           | -            | -            | -             | -             | -             | -           | -           | -           | 19     | 3      |
| 2004-2005          | Palermo            | A                  | 29         | 0          | CI           | 3            | 0            | -             | -             | -             | -           | -           | -           | 32     | 0      |
| 2005-2006          | Palermo            | A                  | 17         | 1          | CI           | 4            | 1            | CU            | 1             | 0             | -           | -           | -           | 22     | 2      |
| 2006-2007          | Palermo            | A                  | 23         | 1          | CI           | 2            | 0            | CU            | 3             | 0             | -           | -           | -           | 28     | 1      |
| 2007-2008          | Palermo            | A                  | 24         | 0          | CI           | 2            | 0            | -             | -             | -             | -           | -           | -           | 26     | 0      |
| Totale Palermo     | Totale Palermo     | Totale Palermo     | 112        | 5          |              | 11           | 1            |               | 4             | 0             |             | -           | -           | 127    | 6      |
| 2008-2009          | Genoa              | A                  | 29         | 2          | CI           | 3            | 0            | -             | -             | -             | -           | -           | -           | 32     | 0      |
| 2009-gen. 2010     | Genoa              | A                  | 19         | 1          | CI           | 2            | 0            | UEL           | 5             | 0             | -           | -           | -           | 26     | 0      |
| Totale Genoa       | Totale Genoa       | Totale Genoa       | 48         | 3          |              | 5            | 0            |               | 5             | 0             |             | -           | -           | 58     | 3      |
| gen.-giu. 2010     | Lazio              | A                  | 13         | 0          | CI           | 0            | 0            | UEL           | 0             | 0             | SI          | 0           | 0           | 13     | 0      |
| 2010-2011          | Lazio              | A                  | 35         | 3          | CI           | 1            | 0            | -             | -             | -             | -           | -           | -           | 36     | 3      |
| 2011-2012          | Lazio              | A                  | 26         | 1          | CI           | 0            | 0            | UEL           | 5             | 0             | -           | -           | -           | 31     | 1      |
| 2012-2013          | Lazio              | A                  | 31         | 1          | CI           | 4            | 0            | UEL           | 8             | 0             | -           | -           | -           | 43     | 1      |
| 2013-2014          | Lazio              | A                  | 20         | 1          | CI           | 1            | 0            | UEL           | 2             | 0             | SI          | 1           | 0           | 24     | 1      |
| Totale Lazio       | Totale Lazio       | Totale Lazio       | 125        | 6          |              | 6            | 0            |               | 15            | 0             |             | 1           | 0           | 147    | 6      |
| 2014-2015          | Atalanta           | A                  | 18         | 2          | CI           | 3            | 0            |               | -             | -             |             | -           | -           | 21     | 2      |
| Totale carriera    | Totale carriera    | Totale carriera    | 527        | 22         |              | 34           | 1            |               | 24            | 0             |             | 1           | 0           | 586    | 23     |

#### Club
Statistiche aggiornate al 21 febbraio 2023.
| Stagione        | Squadra         | Campionato      | Campionato | Campionato | Campionato | Campionato | Coppe nazionali | Coppe nazionali | Coppe nazionali | Coppe nazionali | Coppe nazionali | Coppe continentali | Coppe continentali | Coppe continentali | Coppe continentali | Coppe continentali | Altre coppe | Altre coppe | Altre coppe | Altre coppe | Altre coppe | Totale | Totale | Totale | Totale | % Vittorie | Piazzamento |
| Stagione        | Squadra         | Comp            | G          | V          | N          | P          | Comp            | G               | V               | N               | P               | Comp               | G                  | V                  | N                  | P                  | Comp        | G           | V           | N           | P           | G      | V      | N      | P      | %          | Piazzamento |
| --------------- | --------------- | --------------- | ---------- | ---------- | ---------- | ---------- | --------------- | --------------- | --------------- | --------------- | --------------- | ------------------ | ------------------ | ------------------ | ------------------ | ------------------ | ----------- | ----------- | ----------- | ----------- | ----------- | ------ | ------ | ------ | ------ | ---------- | ----------- |
| 2022-feb. 2023  | AlbinoLeffe     | C               | 28         | 8          | 10         | 10         | CI-C            | 1               | 0               | 0               | 1               | -                  | -                  | -                  | -                  | -                  | -           | -           | -           | -           | -           | 29     | 8      | 10     | 11     | 27,59      | Eson.       |
| Totale carriera | Totale carriera | Totale carriera | 28         | 8          | 10         | 10         |                 | 1               | 0               | 0               | 1               |                    | -                  | -                  | -                  | -                  |             | -           | -           | -           | -           | 29     | 8      | 10     | 11     | 27,59      |             |

## Palmarès

### Giocatore

#### Club

##### Competizioni nazionali
- Campionato Nazionale Dilettanti: 1

Albinese: 1996-1997
- Coppa Italia Serie C: 1

AlbinoLeffe: 2001-2002
- Campionato italiano di Serie B: 1

Palermo: 2003-2004
- Coppa Italia: 1

Lazio: 2012-2013

### Allenatore

#### Competizioni giovanili
- Campionato Primavera 3: 1

Albinoleffe: 2021-2022